# Benedetto Ferrari
Benito Ferrari (Reggio de l'Emília, 1597 - Mòdena, 1681) fou un poeta i compositor italià. Feu els seus estudis a Roma i es donà conèixer primerament com a concertista de tuba. Després d'haver romàs algun temps a Venècia, on va compondre el llibret i la música d'algunes òperes, el 1645 aconseguí una plaça de músic en la cort de Mòdena, que deixà el 1651 per ocupar-ne un altre més avantatjosa a Viena, on també feu representar, així com a Ratisbona, algunes òperes. El 1653 tornà a Mòdena com a mestre de capella de la cort, restant cessant el 1662 a conseqüència d'un canvi de govern, per ser restituït dotze anys més tard, a l'adveniment de Francesc II d'Este. Andromeda llibret de Ferrari i música de Francesco Manelli, fou la primera òpera representada en un lloc públic (teatre Sant Cassià de Venècia, el 1637). Dos anys més tard es presentà Armida, llibret i música de Ferrari, a la que li seguiren d'altres moltes del mateix autor, però s'ha perdut la partitura de totes elles, restant només els llibrets de sis, publicats amb el títol de Poesie Dramatiche (Roma, 1644-1651). A més, es conserven, les partitures manuscrites de l'oratori Sansone i de la introducció del ball, Dafne.
Ferrari també va compondre molta música vocal, de la que en publica tres col·leccions amb el títol de Musiche varie a voce sola (Venècia, 1633-1637-1641).